# Mark Harris (tastierista)
Mark Baldwin Harris (Meriden, 8 agosto 1955) è un tastierista, arrangiatore e compositore statunitense.
È noto per la sua attività di polistrumentista e produttore discografico nell'ambito della musica leggera e del rock italiano.

## Biografia
Nato in Connecticut (Stati Uniti) da una famiglia di musicisti non professionisti, si avvicina alla musica attraverso lo studio del pianoforte classico. Più tardi si cimenterà nei più vari generi musicali, dalla "new music" contemporanea al rock e al jazz, dando prova di grande eclettismo.
Nell'estate del 1967 si trasferisce insieme alla famiglia in Italia, dove lavora nell'ambito della musica leggera, continuando parallelamente il suo percorso di sperimentazione. Dal 1974 al 1975 ha fatto parte dei Napoli Centrale.
Ha collaborato tra gli altri con Fabrizio De André, Edoardo Bennato, Toni Esposito, Antonella Ruggiero, Laura Pausini, Sergio Caputo, Eros Ramazzotti, Giorgio Gaber, Skiantos, Massimo Riva, Mia Martini, Enzo Jannacci, Pino Daniele, Roberto Vecchioni, Alice, Claudio Chieffo, Eugenio Finardi e Renato Zero.Alan Sorrenti.
Sua è la voce principale nel brano Ave Maria, rielaborazione del canto in lingua sarda Deus ti salvet Maria di Bonaventura Licheri, presente nel disco Fabrizio De André del 1981, suonata anche in occasione del funerale del cantautore genovese.
Si è impegnato anche nella didattica. Nel campo della musica pop è da ricordare il successo che ha lanciato gli Articolo 31: Oi Maria (Maria Maria). Ha inoltre accompagnato musicisti stranieri come Al Jarreau, Dee Dee Bridgewater, Randy Crawford e altri.
È stato direttore musicale della produzione milanese di Grease con Lorella Cuccarini.

## Discografia

### Solista
- 1980 - Astrolympix
- 1987 - Chieffo e Piano
- 2020 - Old Time Guitar

### Collaborazioni
- 1980 - Alice - Capo Nord
- 1980 - Edoardo Bennato - Sono solo canzonette
- 1981 - Fabrizio De André - Fabrizio de André (L'indiano)
- 1982 - Eugenio Finardi - Secret Streets
- 1983 - Enzo Avitabile - Meglio Soul
- 1984 - Giorgio Gaber - Gaber (album 1984)
- 1985 - Giorgio Gaber - Io se fossi Gaber (doppio album dal vivo 1985)
- 1986 - Eros Ramazzotti - Nuovi eroi
- 1987 - Enzo Jannacci - Parlare con i limoni
- 1989 - Skiantos - Troppo rischio per un uomo solo